# Blaumalerei

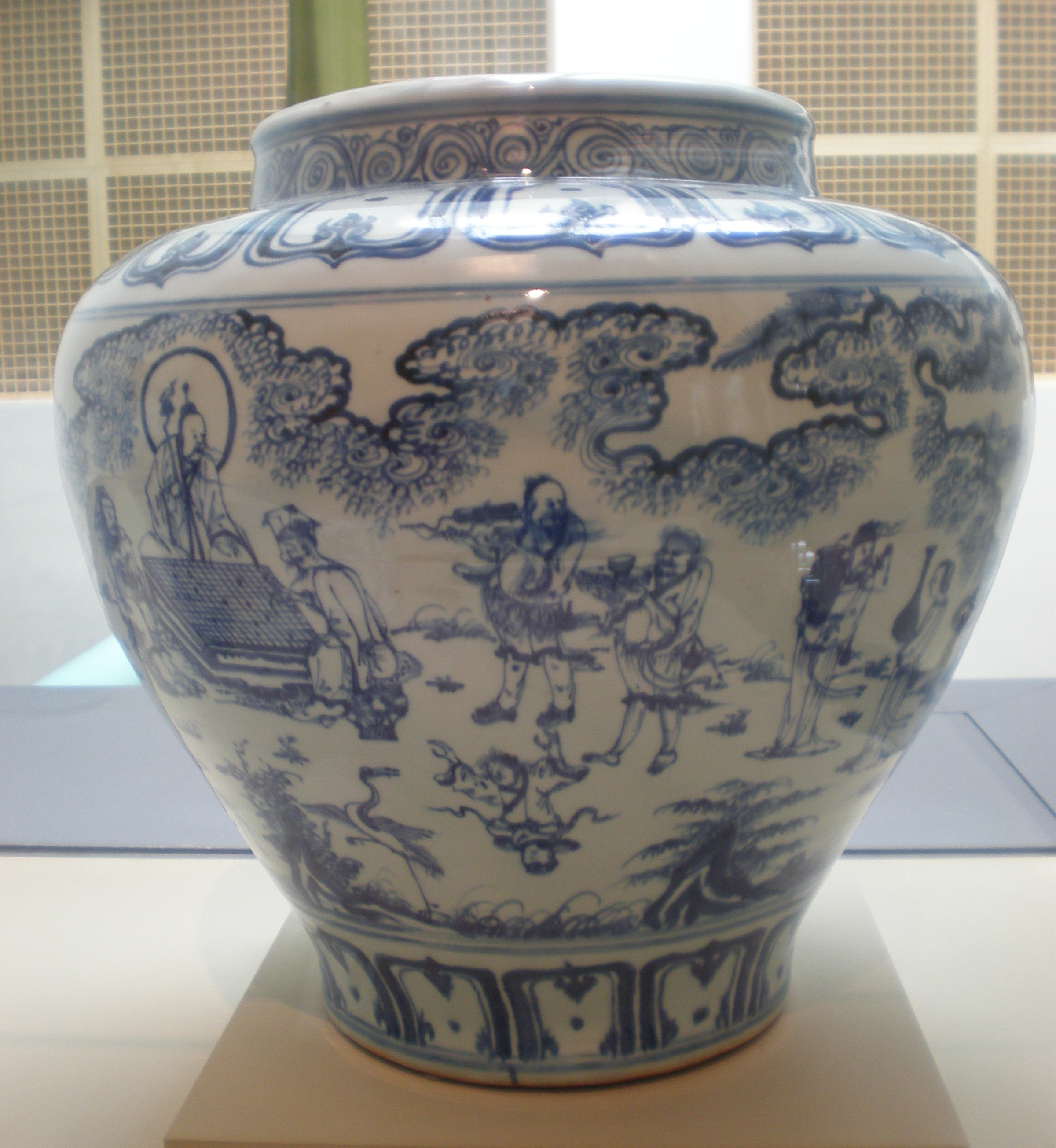
Anonym: Chinesische Porzellanvase mit Gelehrten, die zu einer Versammlung gehen, etwa 1449–1464

Die Blaumalerei (auch blaue Camaïeu-Malerei, Blaugrisaille, blautonige Monochromie, Malerei „en camaïeu bleu“ oder Malerei in Blautönen) bezeichnet die Malerei in Blau auf Porzellan und Keramiken. Daneben meint sie die Malerei mit blauer Farbe auf Leinwand, Seide, Papier, Tapeten oder Wände. Sie ist dann Bestandteil einer Innenraumgestaltung oder Ausgangspunkt für Textildrucke.

## Chinesisches Blau-Weiß-Porzellan
Während der Yuan-Dynastie (1271–1368) entstehen in China die ersten Blau-Weiß-Porzellane mit Kobaltbemalung unter der Glasur in größeren Mengen. In der folgenden Ming-Dynastie (1368–1644) entstehen neben den blau bemalten Keramiken auch farbige. Gefördert durch die Kaiser der Qing-Dynastie (Mandschu-Kaiser, 1644–1911) gelangt die Porzellankunst in technischer und künstlerischer Hinsicht zu höchster Vollkommenheit. Die weiße Oberfläche mit dem blauen Muster, der Glanz der Glasur und der transparente Scherben wirken elegant, erlesen, harmonisch und rein. Blau und Weiß ergeben ein schlichtes Bild, das monoton erscheinen mag. Dies aber ist ein zentrales Merkmal des Blau-Weiß-Porzellans: Es ist frei von übermäßigem Schmuck oder Übertreibung. Das Blau-Weiß-Porzellan nimmt in der chinesischen Porzellanherstellung einen herausragenden Platz ein, da es zu dem kulturellen und ästhetischen Geist passt, nach dem die Chinesen lange gestrebt haben – Schlichtheit, Ungeziertheit und Gelassenheit.
Seit dem 17. Jahrhundert importieren portugiesische, spanische und holländische Händler die begehrten Waren in großen Mengen nach Europa.

## Delfter Keramiken (Fayencen)

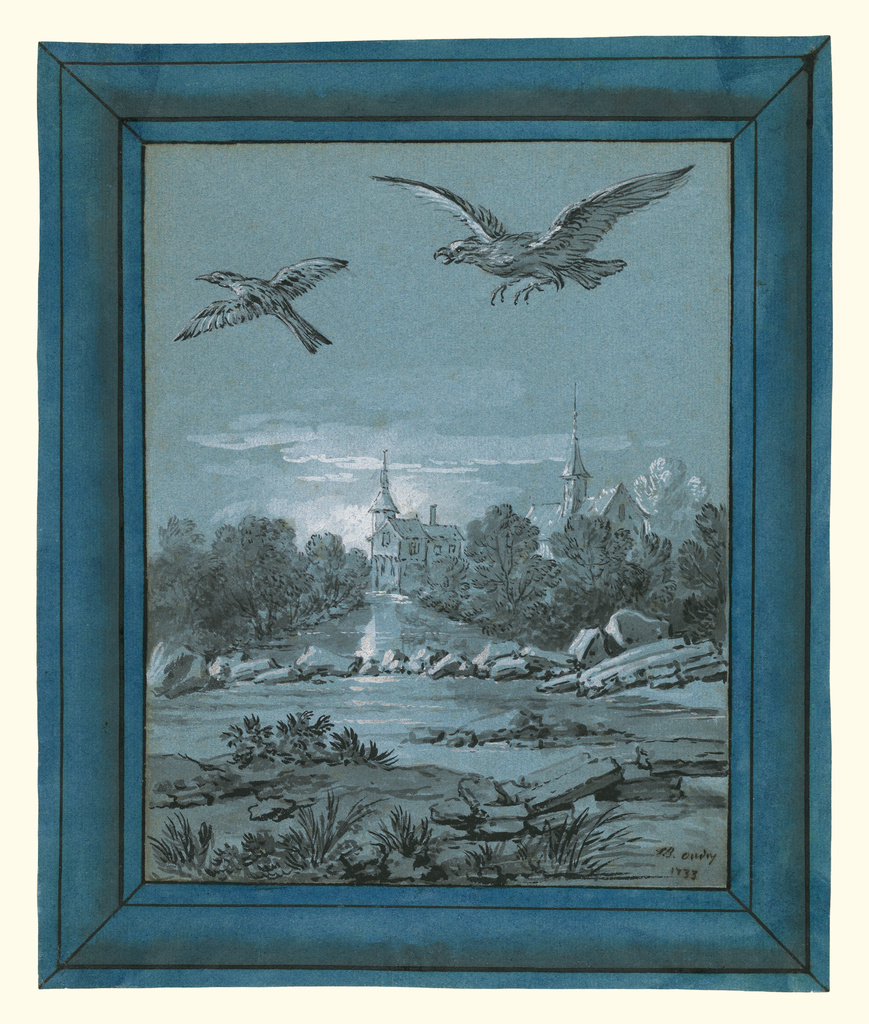
Jean-Baptiste Oudry: Der Adler und die Elster, 1729–1734. Lavierte Zeichnung mit Weißhöhung auf blauem Papier

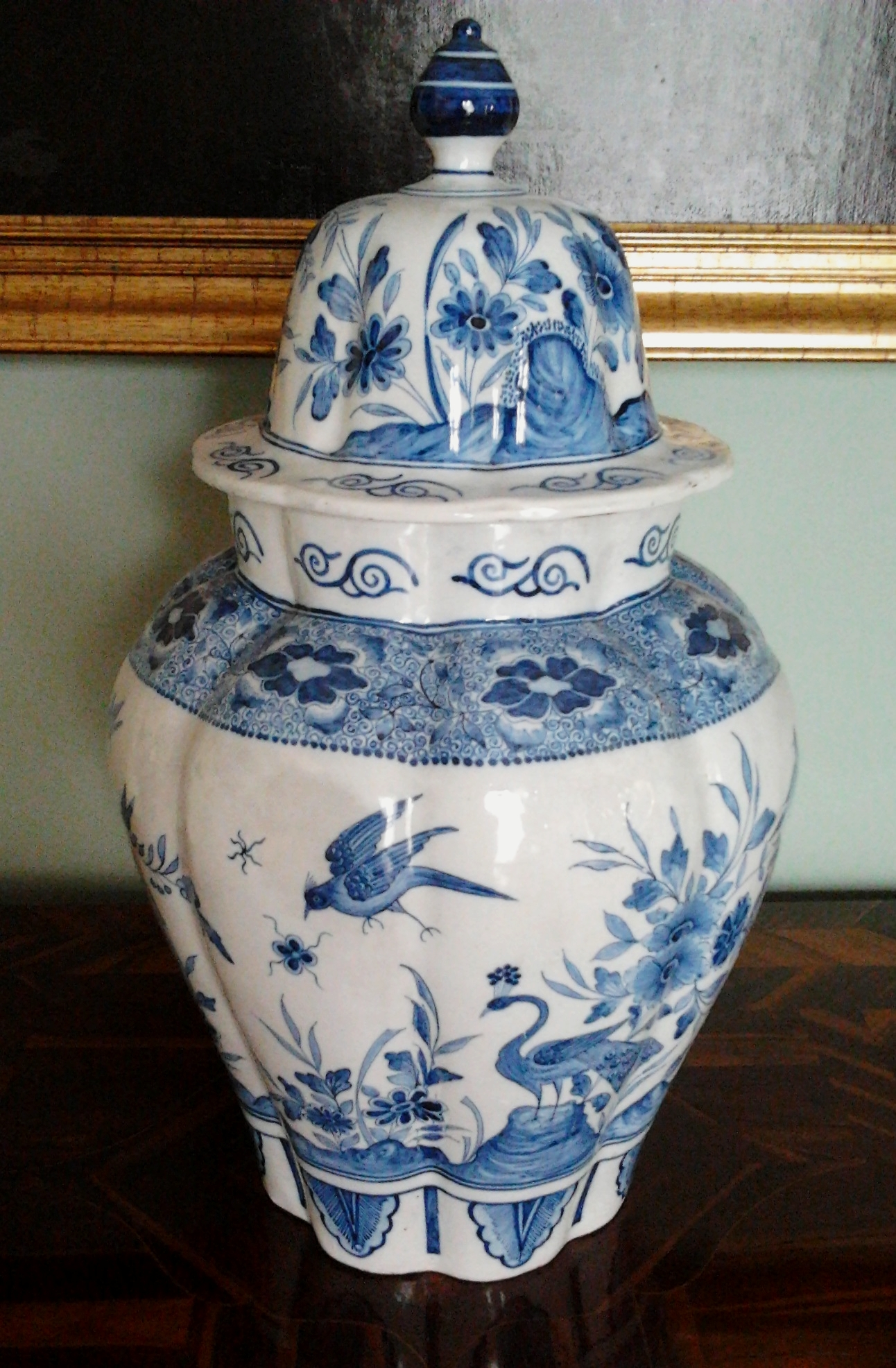
Anonym: Delfter Fayence-Vase mit Deckel, etwa 1750–1779

Lange bleibt die Kunst der Porzellanherstellung ein Geheimnis der Chinesen. Bis zur Erfindung des europäischen Hartporzellans versucht man zunächst im islamischen Kulturkreis und später in Europa das chinesische Porzellan zu imitieren. Dies sind Keramiken, sogenannte Fayencen, bei denen der naturfarbene Ton mit weißer Zinnglasur überzogen ist. Die Bemalung ist meist blau, kann aber auch farbig sein. Seit dem 17. Jahrhundert erzeugen holländische Töpfer in Delft die Imitationen chinesischen Porzellans und erlangen damit Weltruhm. Die Geschirre, Vasen und Kacheln sind mit chinesischen Motiven (Blumen, Chinoiserien, Drachen, Vögel) bemalt, aber auch mit einheimischen (Zwiebelmuster, Bildnisse, niederländische Genreszenen und Landschaften). Die Blütezeit liegt zwischen 1650 und 1740. Erst 1708 gelingt dem deutschen Chemiker Johann Friedrich Böttger erstmals die Herstellung des weißen Hartporzellans. Seitdem entwickelt sich in Europa das Porzellan vom Luxusgut zu einem für alle Bevölkerungsschichten erschwinglichen Produkt.

## Blaumalerei des Rokoko

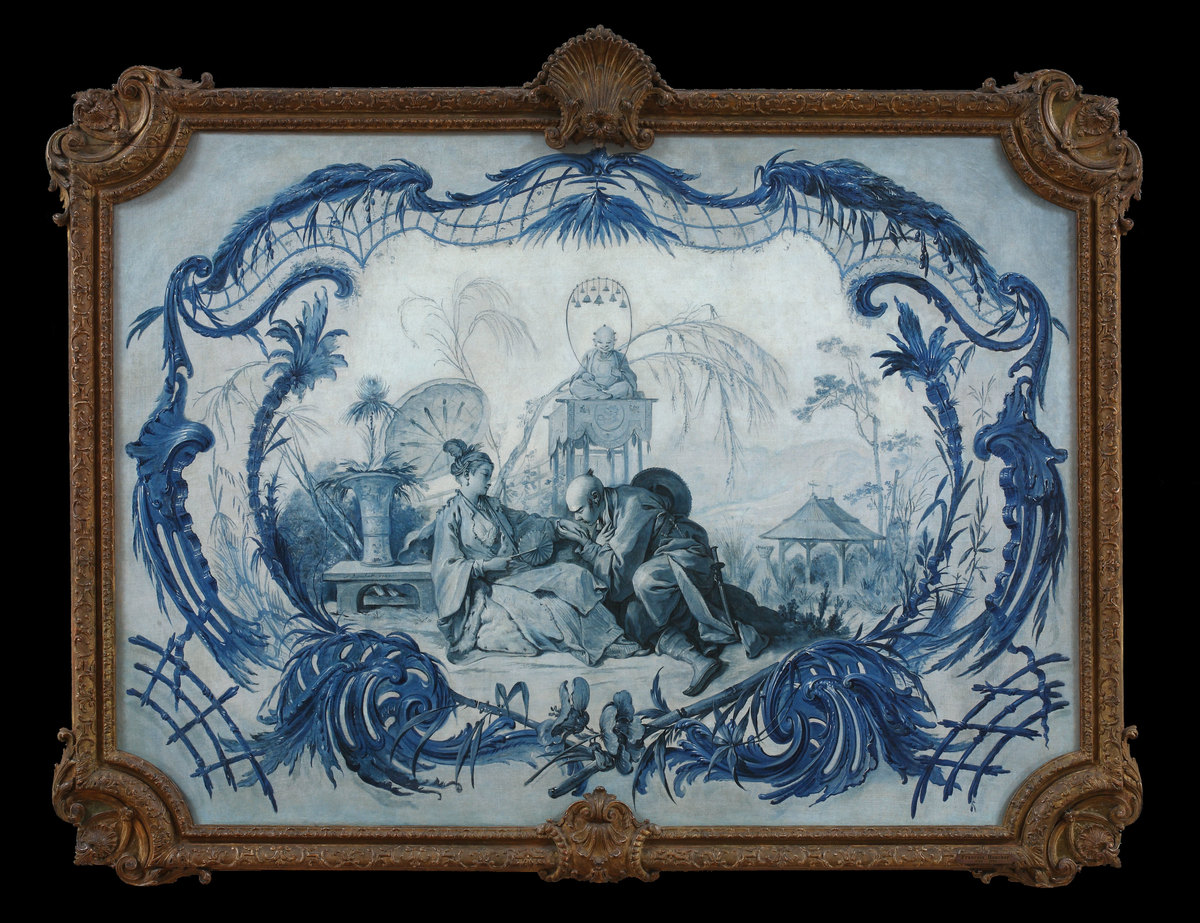
François Boucher: Der galante Chinese, 1742, Öl auf Leinwand. Boucher imitiert die chinesische Blau-Weiß-Porzellanmalerei

Die blauen Malereien sind nicht auf Porzellan gemalt, sondern direkt auf die Wand, bzw. Tapeten oder abnehmbar auf Leinwand oder Seide. Sie erleben vor allem in der Epoche des Rokoko zwischen 1730 und 1765 eine weite Verbreitung in ganz Europa. Man findet sie in den Laibungen von Fenstern und Türen, über Kaminen, Spiegeln und Türen oder als getäfeltes Wandfeld (Wandpaneele) zwischen den Raumelementen. Oft sind sie von reich ornamentierten, vergoldeten Rahmen eingefasst. Ganze Zimmer sind in dem frischen, hellen Blau-Weiß gehalten und lösen den dunklen Galerieton ab. Der Schweizer Akademieprofessor Johann Georg Sulzer findet sogar, dass die höchste Harmonie der Farben nur in den Gemälden erreicht werden kann, wenn sie in einer Farbe gemalt sind, Grau in Grau, Rot in Rot oder Blau in Blau. Zunächst sind alle drei Farben als Monochromien in Gebrauch: Rot (Sepia, Fleischfarbe), Grau (Leingrau) und Blau (Seladonblau). Doch setzt sich das Blau eindeutig durch. Wegen der weiten Verbreitung entsteht sogar ein eigener Berufsstand der Blaumaler.

### Verbreitung
Schlosspark Nymphenburg, München: Blaumalerei in der Hundekammer. Jagdschlösschen Amalienburg, 1734–1739 (M.)
Die Anfänge der europäischen Blaumalerei finden sich in England, Frankreich und Holland. In Frankreich erfährt die Malerei im Kreis der Schüler und Mitarbeiter um den französischen Maler Jean-Baptiste Oudry besondere Aufmerksamkeit und in dem Künstlerzirkel um die königliche Mätresse Madame de Pompadour. Von François Boucher gibt es eine blaue Camaïeu-Malerei, die ursprünglich über einer Tür im „Chambre bleu“ des Schlosses Choisy hing. In dem Bild ahmt Boucher die ästhetische Wirkung von chinesischem Porzellan nach und zeigt die Wertschätzung bzw. Verführung einer Frau durch einen Chinesen.
Besonders beliebt ist die Blaumalerei in Bayern. Ein Beispiel ist die Innenausstattung der Pagodenburg (1716–1719) und des Lust- und Jagdschlösschens Amalienburg (1734–1739), beide im Schlosspark Nymphenburg (München). Die Farbe Blau wird zur Farbe der bayerischen Kurfürsten, zur Wittelsbachischen Hausfarbe. Die Farbe ist ein Synonym für Weltoffenheit, Zeitkompetenz und Wohlstand. Das Blau markiert für einige Jahrzehnte, dass sich die bayerische Aristokratie vom Rest der feudalen Welt unterscheidet.
Auch Österreich schließt sich dem blauen Trend an. Zum Beispiel gibt es im Schloss Schönbrunn bei Wien einen blauen chinesischen Salon und eine Hundekammer, die mit Blaumalereien ausgestattet ist.

## Blaumalerei heute

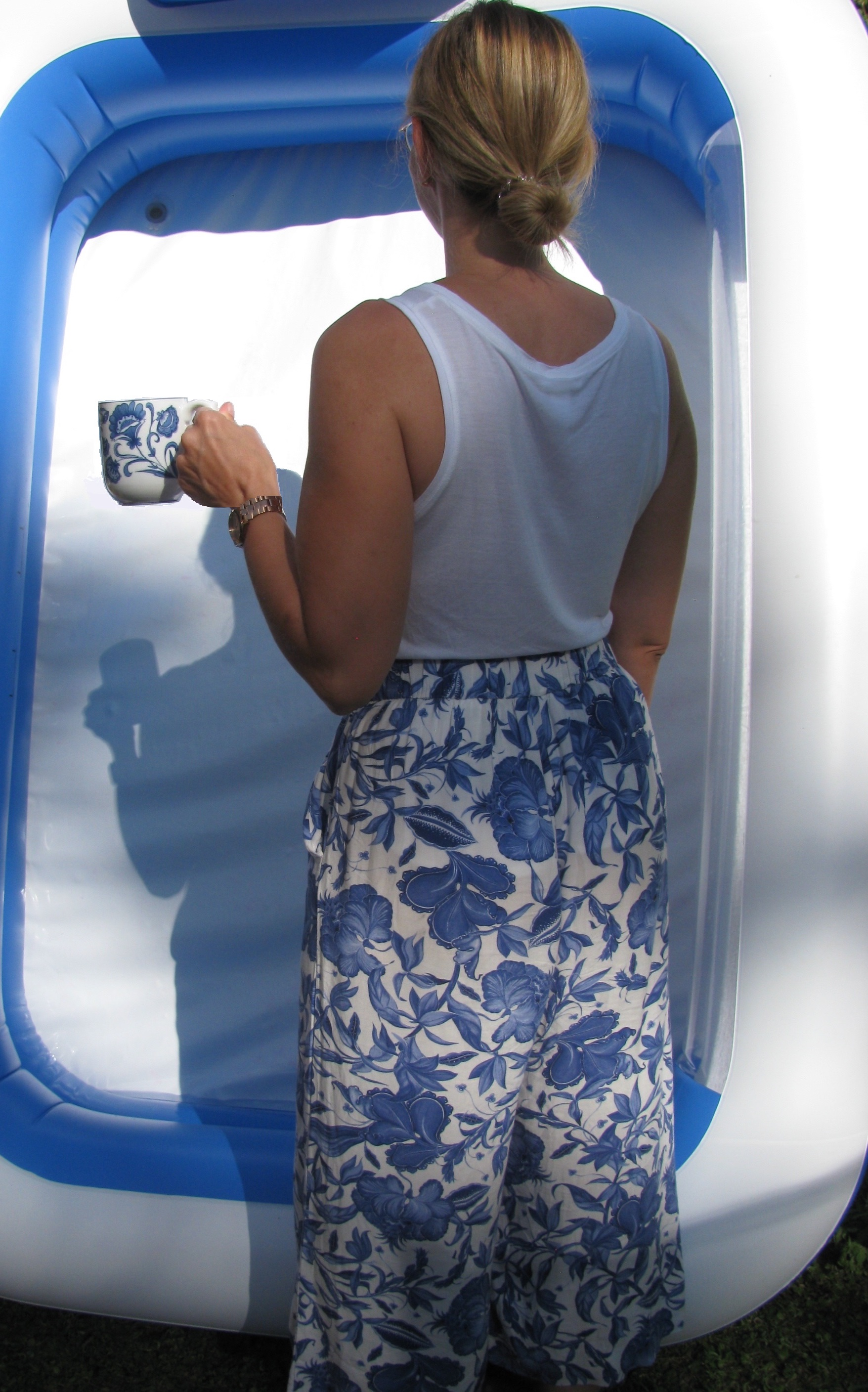
Camaïeu bleu oder Blaumalerei in der aktuellen Mode (von 2020)

Die Blaumalerei hat auch Einzug in das Alltagsporzellan gefunden, zum Beispiel mit dem Strohblumen- oder Zwiebelmuster. Abgesehen davon, dass heutzutage nur noch sehr wenige Hersteller ihr Porzellan tatsächlich von Hand bemalen lassen, lassen heutige Firmen ihr Porzellan in Blautönen aus Kostengründen meist bedrucken. Auch in der aktuellen Mode (von 2020) findet man die Camaïeu bleu bzw. Blaumalerei in gedruckter Form.
Nicht zuletzt sind die meisten Arbeiten von Yves Klein Blaumalereien.